# 八大山人
八大山人（1626年—1705年），譜名朱统，別名朱耷，法名传綮，字刃庵，号八大山人、彭祖、雪个、个山、个山驴、驴屋、人屋、道朗等，江西新建人，祖籍直隸鳳陽（今安徽），明朝宗室、輔國中尉、书画家，與石濤、髡殘、弘仁並稱為清初「四僧」。

## 生平
宁献王朱权八世孙，弋陽僖順王朱覲鐰五世孫。父親鎮國中尉朱谋為啞巴，巧心善畫。明朝灭亡后，国毁家亡，心情悲愤，剃髮为僧；後改為當道士。妻子去世後，自號八大山人。其于画作上署名时，常把“八大”和“山人”竖着连写。前二字又似“哭”字，又似“笑”字，而后二字则类似“之”字，“哭之笑之”即哭笑不得之意。

## 风格特点
八大山人的山水和花鸟画都具有强烈的个性化风格和高度的艺术成就，尤其是其简笔写意花鸟画。他的书法亦与他的绘画风格相似，极为简练，风格独特，常有出人意料的结构造型。朱屺瞻評論八大山人的簡練時說道：「八大山人的作品，厲害就在這點，筆筆派上用場。他生活在山水之間，能靜觀靜修，同時心懷悲憤，意入蒼涼，這都鍛練了他這一支筆，猶如天網恢恢，疏而不漏。」

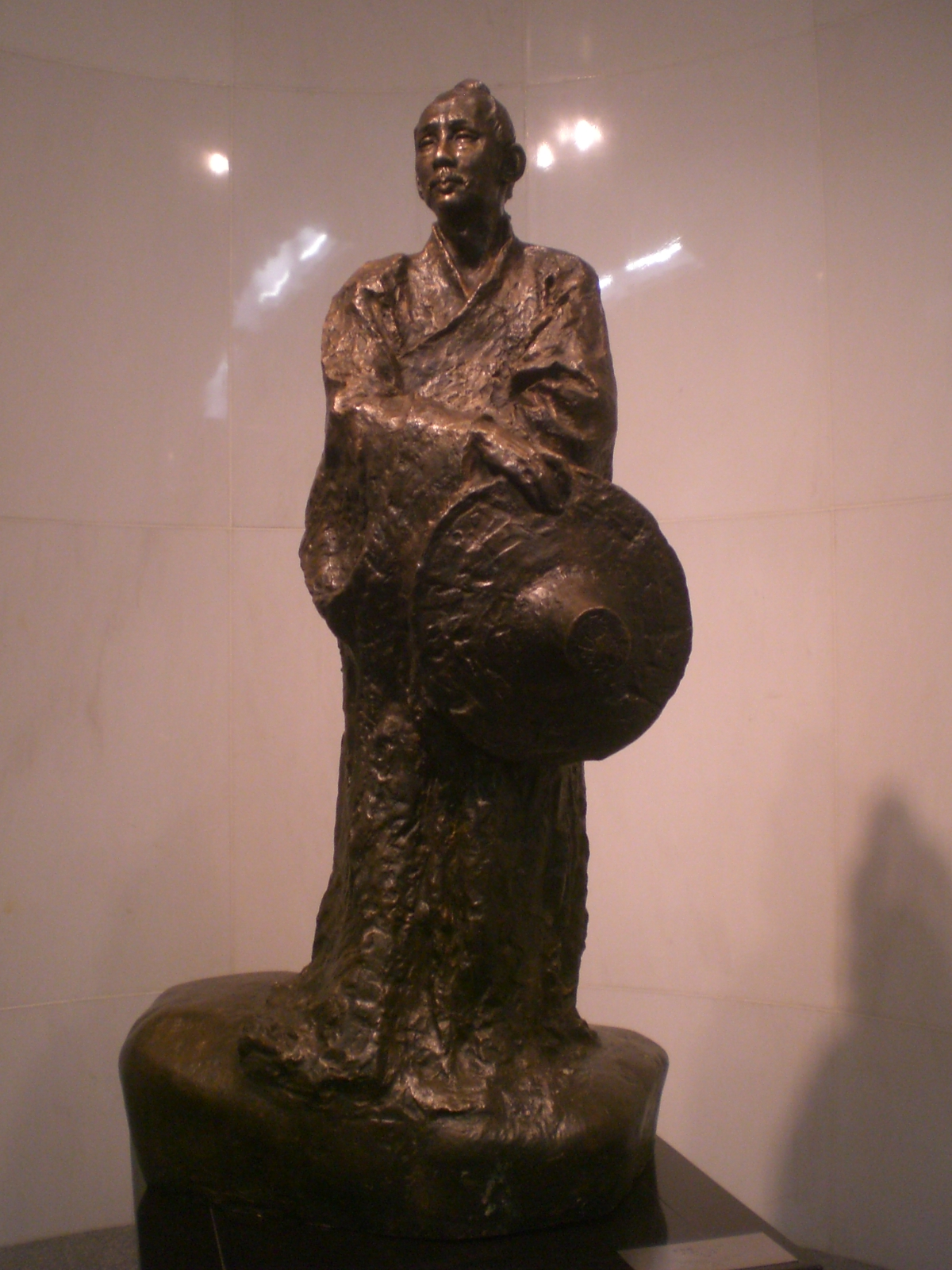
朱耷塑像（香港藝術館 - 虛白齋藏中國書畫館）

## 存世作品
绘画作品：《孔雀竹石图》、《孤禽图》、《眠鸭图》、《貓石圖》、《鱼鸭图》、《魚樂圖》、《莲花鱼乐图卷》、《杂花图卷》、《猫石杂卉图》、《荷塘戏禽图卷》、《河上花并题图卷》、《杨柳浴禽图轴》、《芙蓉芦雁图轴》、《大石游鱼图轴》、《双鹰图轴》、《古梅图轴》、《墨松图轴》、《秋荷图轴》、《芭蕉竹石图轴》、《椿鹿图轴》、《快雪时晴图轴》、《幽溪泛舟图轴》、《四帧绢本浅绛山水大屏》等。
- 故宮博物院收藏有《貓石圖》，此畫為朱氏71歲時所作。全幅景致簡潔，貓只用寥寥數筆畫成，花草則以墨氣淋漓的潑墨法繪成，視覺上形成黑白對比，用墨已達出神入化的地步，是存世精品。
- 上海博物館收藏有《魚鴨圖》，此畫成於朱氏晚年，畫面簡潔，他透過翻白的魚眼，宣洩心中對時局的不忿。
- 香港藝術館收藏有《魚樂圖》，畫卷中的魚繪畫得可謂形神俱妙，魚眼同樣被繪成翻白，朱氏曾作多幅相類似的作品，用以宣洩心中不滿。
- 南京市博物馆收藏有《竹石图》[8]
- 中国美术馆收藏有《秋窗竹韵图》(2024年于南京博物院无尽藏特展展出）[9]

书法作品：《临兰亭序轴》、《临“临河叙”四屏》等。

## 作品拍卖
朱耷的存世作品十分受藝術品投資市場的追捧，2010畫作《竹石鴛鴦》在西泠印社拍場拍出了1.187億的拍賣價，創下古代書畫南方市場的最高記錄。其他近年来在艺术品投资市场被拍卖的作品还有：《个山杂画册》、《山青水碧鸟语花香》、《鹭石图》、《瓶菊图》等。

## 纪念馆
江西省南昌市的青云谱道院，曾为八大山人出家修行地，现辟为八大山人纪念馆，周边为梅湖景区。

## 作品

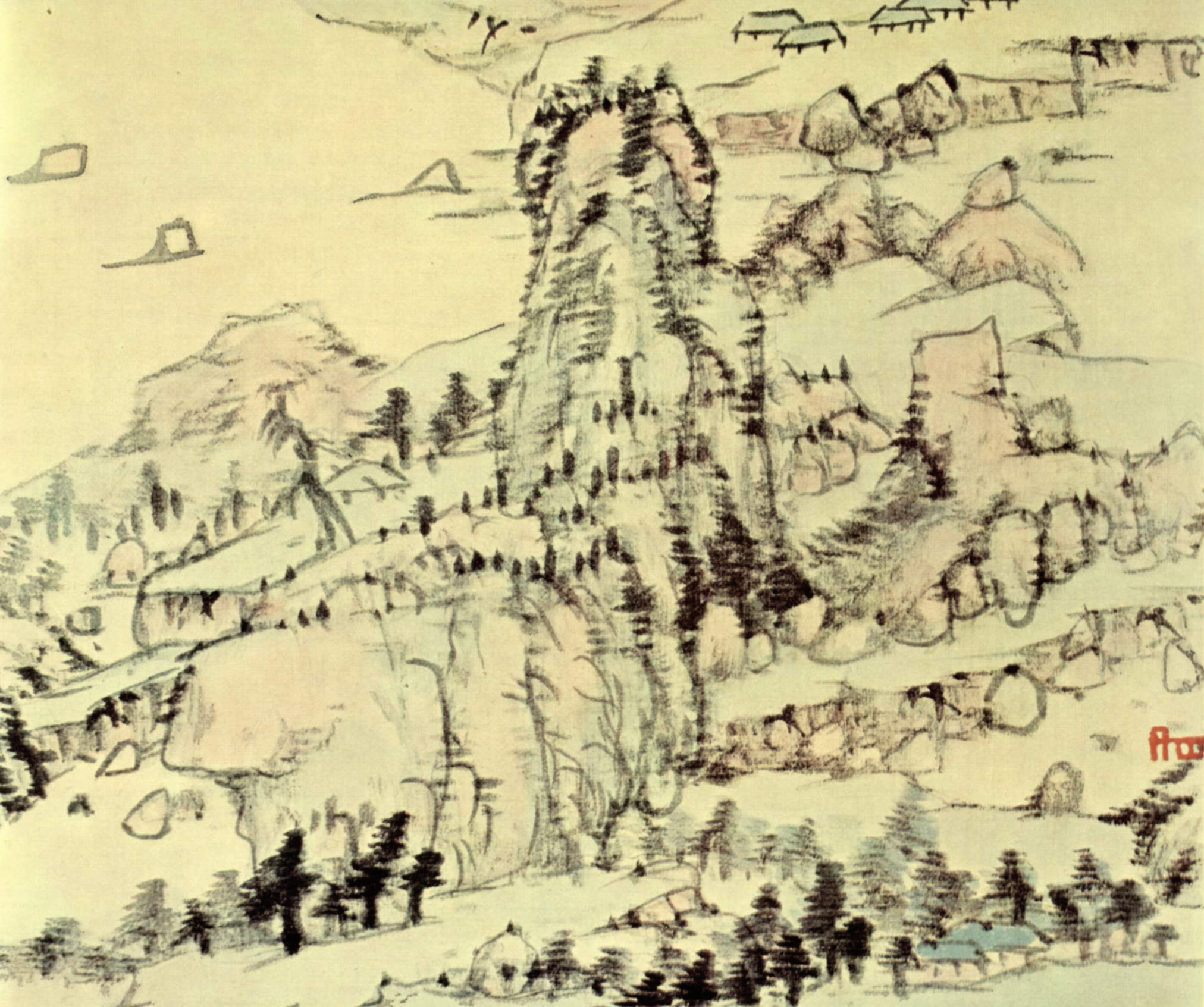
山水画
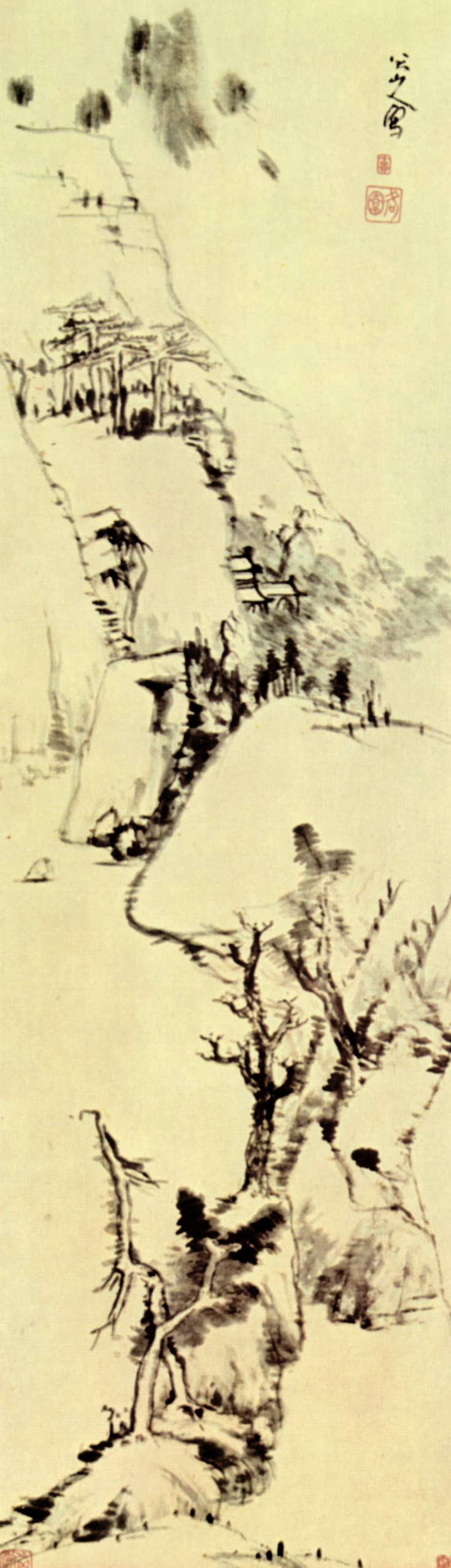
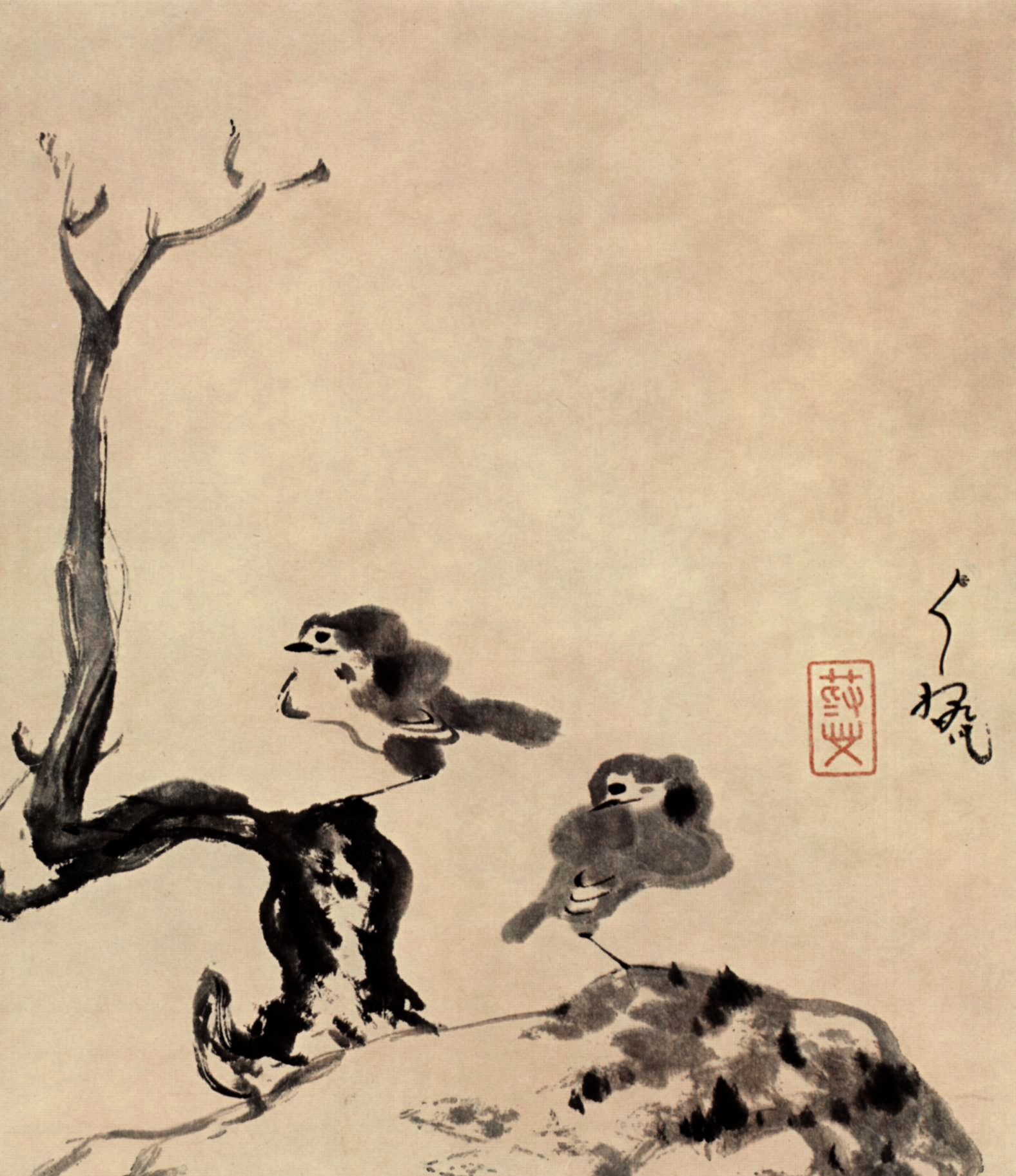
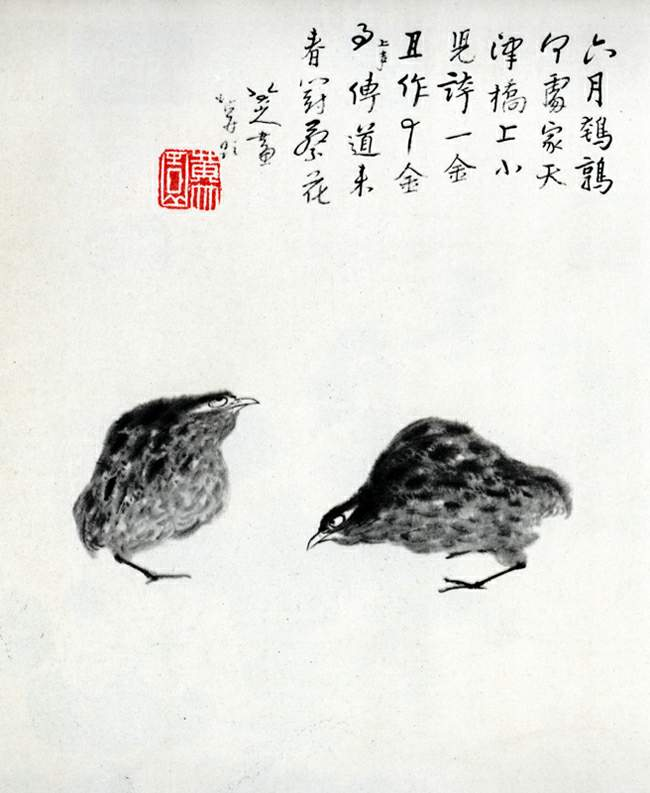
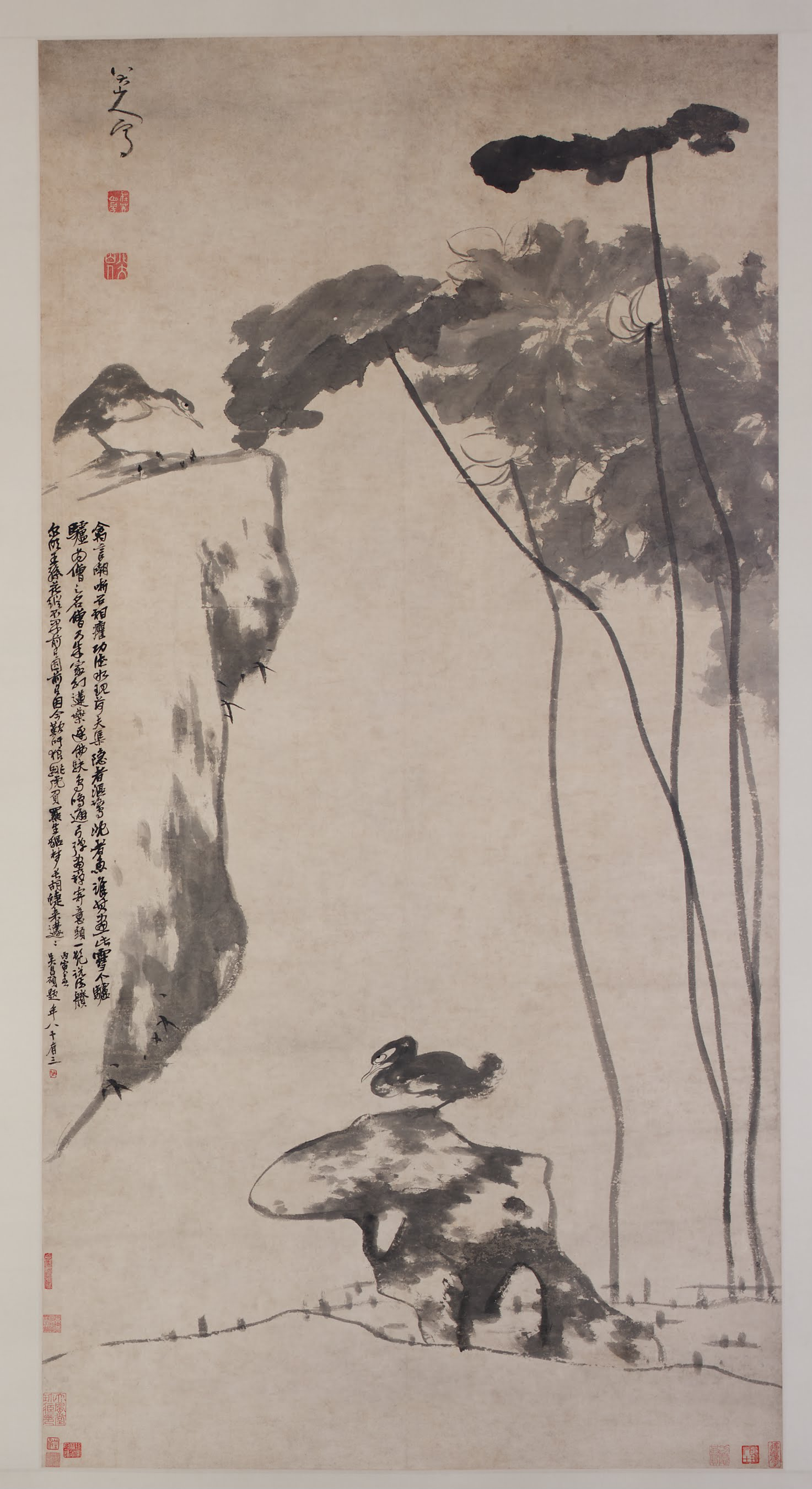
荷凫图
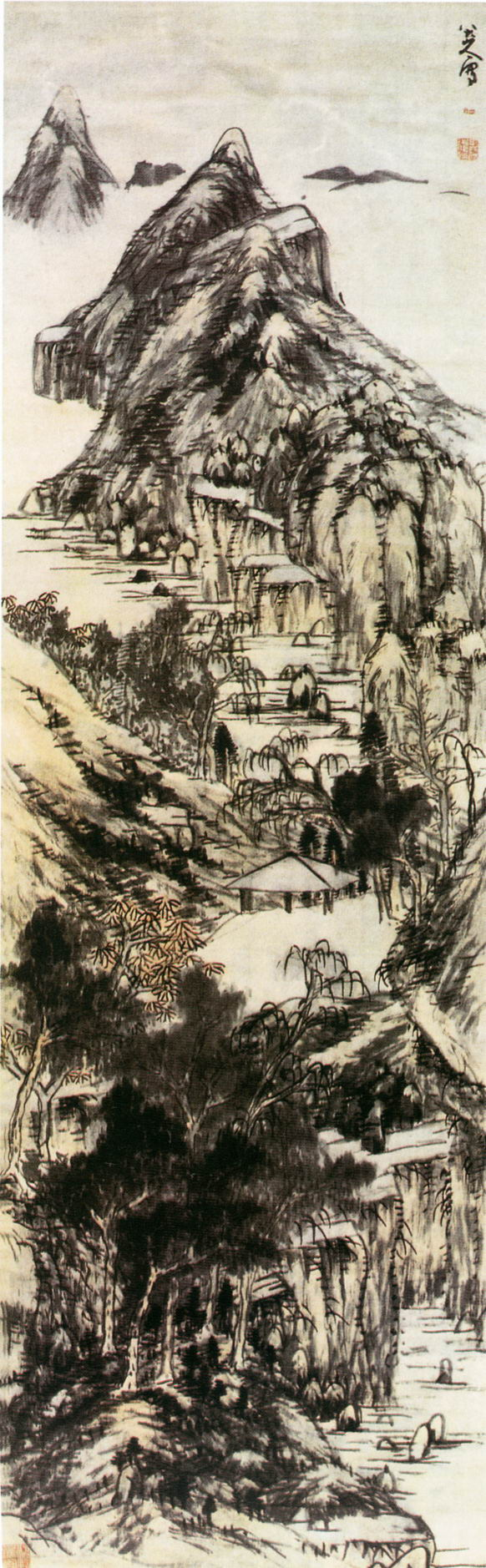
彩笔山水图
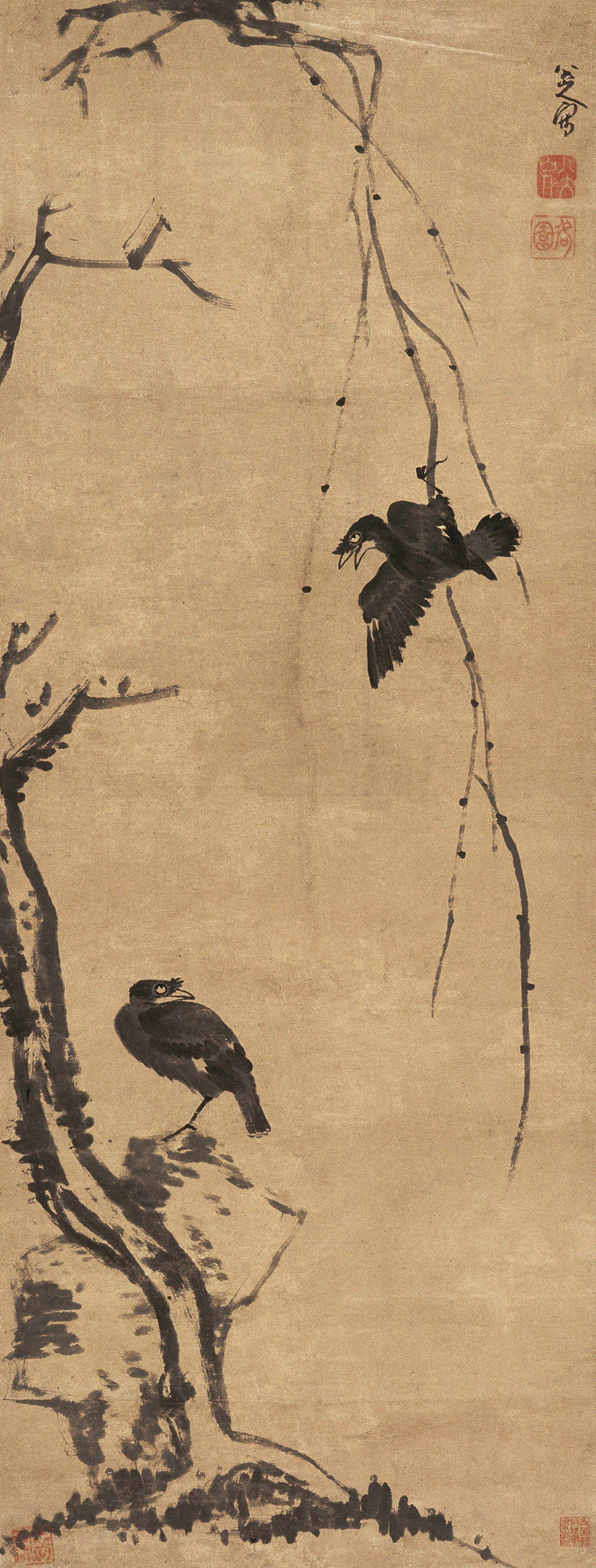
柳条八哥图
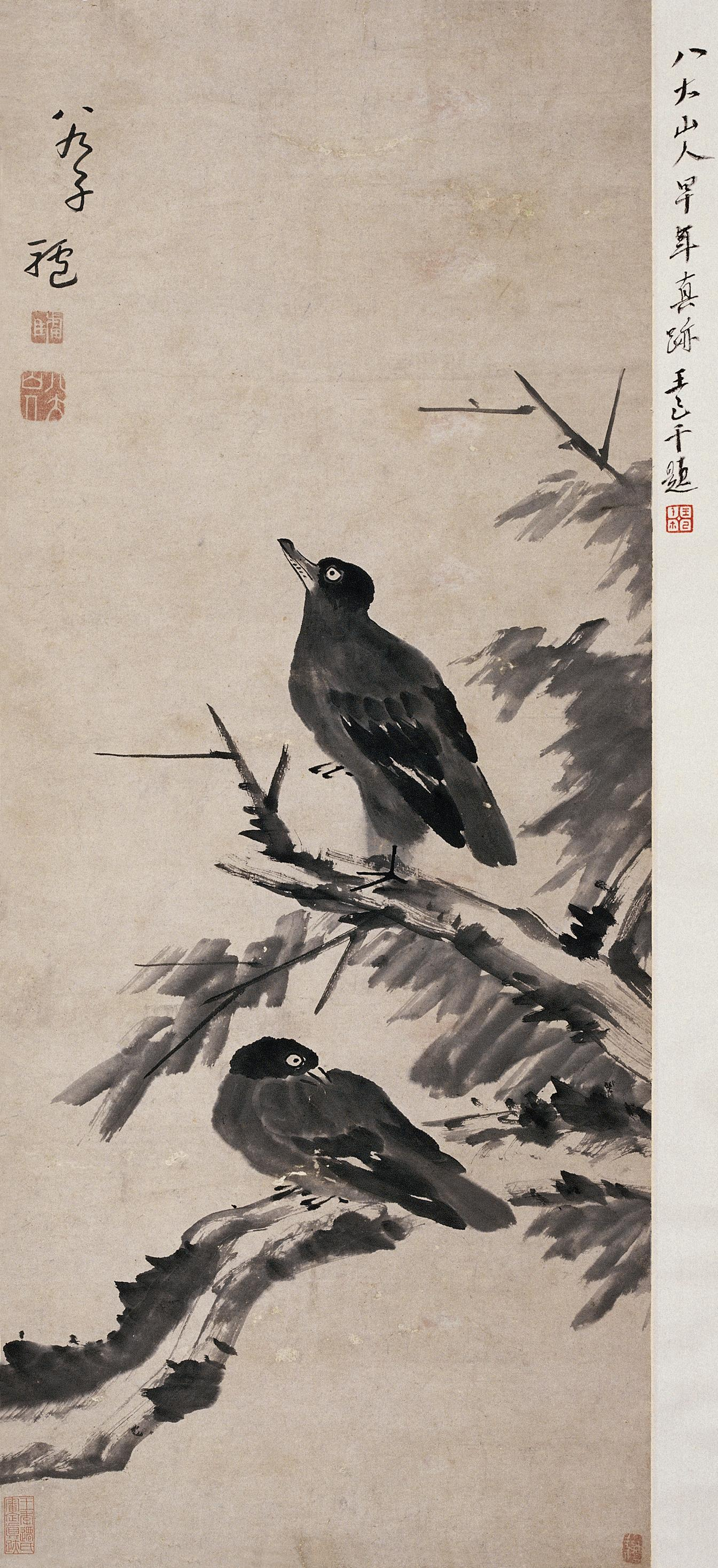
枯木来禽图
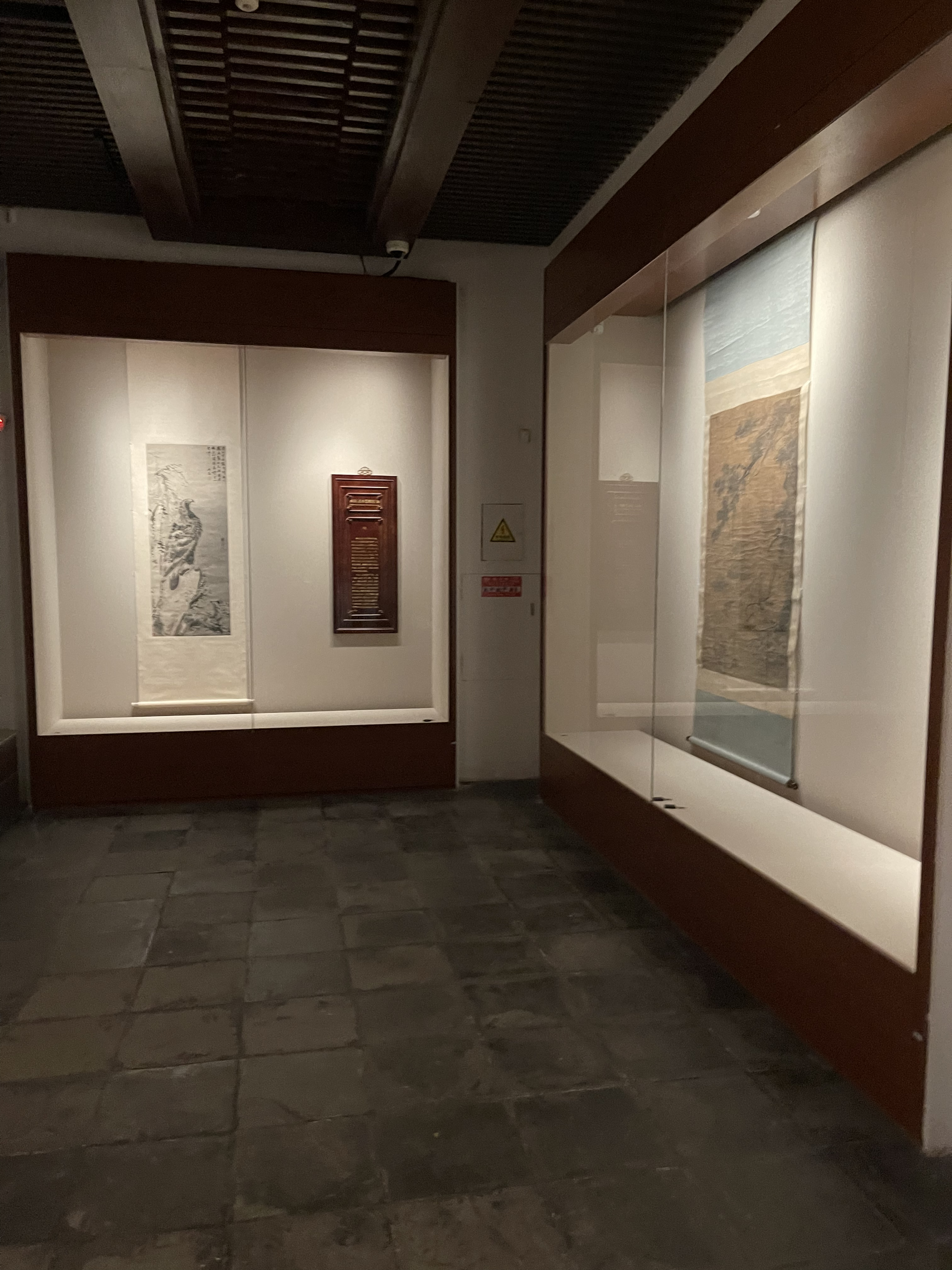
南京市博物馆八大山人作品
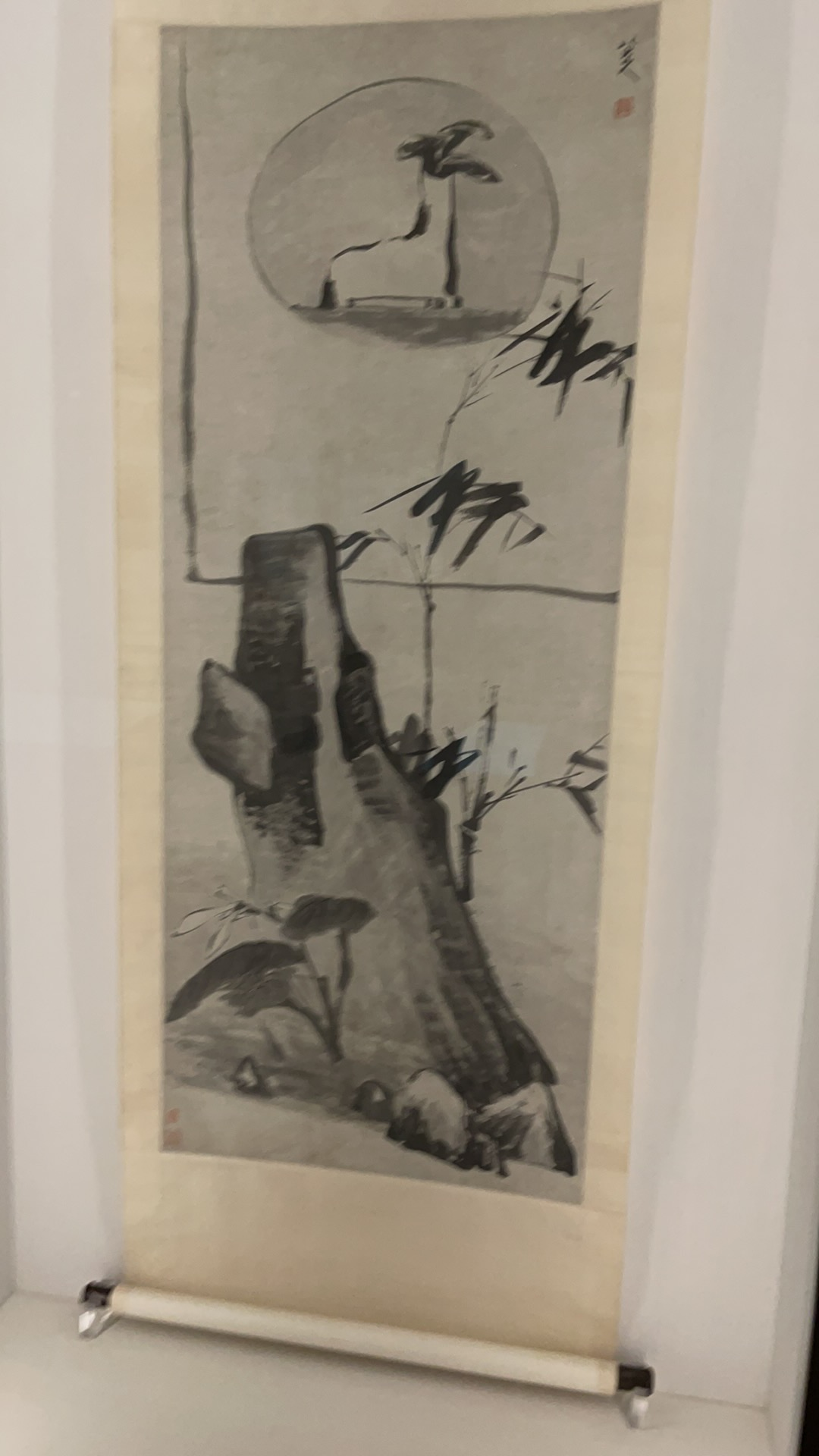
秋竹韵图